# Homokóra
 (avril 2025).
Motif : Aucune source citée par l'article
- Archive Wikiwix
- Bing
- Cairn
- DuckDuckGo
- E. Universalis
- Gallica
- Google
- G. Books
- G. News
- G. Scholar
- Persée
- Qwant
- (zh) Baidu
- (ru) Yandex
- (wd) trouver des œuvres sur Wikidata

| 1. | Préciser le motif de la pose du bandeau. | Précisez le motif de la pose du bandeau en utilisant la syntaxe suivante : {{admissibilité à vérifier\|date=avril 2025\|motif=remplacez ce texte par le motif}}               |
| 2. | Informer les utilisateurs concernés.     | Pensez à avertir le créateur de l'article, par exemple, en insérant le code ci-dessous sur sa page de discussion : {{subst:avertissement admissibilité à vérifier\|Homokóra}} |

Pour des articles plus généraux, voir Epic Rap Battles of History et Imitations et parodies d'Epic Rap Battles of History.
 (mars 2024).
 (mars 2024).
Homokóra fait partie des nombreuses imitations et parodies d'Epic Rap Battles of History.

## Saison 1 (2016-2017)
| no | Ép. | Titre                                | Date d'exposition  | Durée (min:s) | Vues (k) | Compétiteurs et autres protagonistes présents | Lien |
| -- | --- | ------------------------------------ | ------------------ | ------------- | -------- | --- | ---- |
| 1  | 1   | Hasfelmetsző Jack vs. Jigsaw         | 1er septembre 2016 | 2:49          | 77,3     | Jigsaw (KSunyo), le psychopathe du film Saw contre Jack l'Éventreur, (Kenry26), le mystérieux tueur en série de l'époque victorienne. |      |
| 2  | 2   | Anne Frank vs. Bridget Jones         | 15 septembre 2016  | 2:27          | 50,6     | Bridget Jones (Fox), la jeune femme gaffeuse contre l'écrivaine allemande Anne Frank (Fux). |      |
| 3  | 3   | Bill és Ted vs. Max és Chloe         | 29 septembre 2016  | 2:33          | 38,4     | Les deux cancres de la série cinématographique et télévisée Bill & Ted : Bill Preston (Bobó) et Ted Logan (Kenry26), contre les deux personnages du jeu vidéo Life Is Strange Max Caulfield (Fox), et Chloe Price (Fux). |      |
| 4  | 4   | Dipper és Mabel vs. Holmes és Watson | 13 octobre 2016    | 2:49          | 10,6     | Le détective héros de roman Sherlock Holmes (DØ), aidé de son fidèle docteur Watson (Bobó), contre Dipper Pines (Kenry26), et sa sœur jumelle Mabel Pines (Fux). |      |
| 5  | 5   | Alice vs. Dorothy                    | 27 octobre 2016    | 2:54          | 64,8     | Deux enfants abandonnés de leurs parents se confrontent dans cet épisode. Alice (Fux), du Pays des merveilles contre Dorothée (Fox), du roman "Le Magicien d’Oz". |      |
| 6  | 6   | Dancsó Péter vs. Szirmai Gergő       | 10 novembre 2016   | 3:25          | 1,5      | Péter Dancsó (Rekter), le vidéaste hongrois contre Gergely Szirmai (MrKobakos), l'autre vidéaste hongrois. Au cours de la battle, Róbert Puzsér (Kenry26), vient disputer les deux vidéaste. |      |
| 7  | 7   | Elsa vs. Jégkirály                   | 19 novembre 2016   | 3:32          | 8,7      | La sœur d’Anna, et princesse d’Arendelle, connu sous le nom de la reine des neiges, Elsa (Erika), du film La Reine des neiges contre le Roi des Glaces (Kenry26), le personnage secondaire du dessin animé Adventure Time. Au cours de la battle, Marceline (Fox), et Anna (Erzsi), font une courte apparition. |      |
| 8  | 8   | Neil Armstrong vs. Amelia Earhart    | 26 novembre 2016   | 2:51          | 7,4      | Amelia Earhart (Zigóta), l'aviatrice américaine contre Neil Armstrong (Kenry26), l'astronaute et explorateur américain. |      |
| 9  | 9   | Terminátor vs. GLaDOS                | 3 décembre 2016    | 2:45          | 96,8     | GLaDOS l'intelligence artificielle du jeu Portal (Fox), contre l'androïde du futur Terminator (Kenry26). |      |
| 10 | 10  | Harry Potter vs. Harry Houdini       | 10 décembre 2016   | 3:14          | 1,4      | Le prestidigitateur et cascadeur américain d'origine hongrois Harry Houdini (Kenry26), contre le célèbre sorcier de poudlard Harry Potter. En invités : Fox incarne Bess Houdini. Au cours de la battle, Ron Weasley (Andris) et Hermione Granger (Erzsi), aide Harry à terminer la joute verbale. Le choixpeau fait une courte apparition. |      |
| 11 | 11  | Orbán Viktor vs. Gyurcsány Ferenc    | 17 décembre 2016   | 4:26          | 4,4      | Viktor Orbán (Kenry26), le Premier ministre de la Hongrie contre Ferenc Gyurcsány (KSunyo), l'ancien membre du Parti socialiste hongrois. Au cours de la battle, Gergely Kovács (Ricsi), vient disputer les deux hommes d'états hongrois. |      |
| 12 | 12  | Charles Darwin vs. Jézus Krisztus    | 24 décembre 2017   | 2:40          | 1,6      | Le célèbre savant du XIXe siècle et auteur du livre "L'Origine des espèces", Charles Darwin (Kenry26), contre Jésus-Christ (RiPeti), le fils unique de Dieu. Au cours de la battle, Dieu (Andris), et Ponce Pilate (KSunyo) font une courte apparition. En invité : Nice Peter incarne Rick Grimes. |      |
| 13 | 13  | Magyar költők vs. Külföldi költők    | 31 décembre 2017   | 5:41          | 3,5      | Les poètes hongrois : Endre Ady (Kenry26), Sándor Petőfi (Deniel) et Attila József (Ricsi) échangent leurs propos contre les poètes célèbres : (l'Américan) Edgar Allan Poe (DØ), (l'Anglais) William Shakespeare (Ungdani) et (l'Allemand) Johann Wolfgang von Goethe (Andrew). Le chaos finit par gagner tous les poètes. cet épisode est la première battle de cette saison avec l'échange verbal le plus long (4 min 16 s). L’épisode s'inspire de la rivalité East Coast/West Coast des rappeurs. |      |

## Saison 2 (2018-2019)
| no | Ép. | Titre                               | Date d'exposition | Durée (min:s) | Vues (k) | Compétiteurs et autres protagonistes présents | Lien |
| -- | --- | ----------------------------------- | ----------------- | ------------- | -------- | --- | ---- |
| 14 | 1   | Nagy Sándor vs. Julius Caesar       | 20 août 2018      | 3:22          | 3,6      | Le dictateur des Romains Jules César (KSunyo), se mesure à Alexandre le Grand de Macédoine (DØ). Jules, dans sa fourberie, tue Alexandre en lui offrant une boisson empoisonnée, cependant Gengis Khan (Andor), le guerrier mongol, tue César, pour être le meilleur empereur. Mais, se fait décapiter la tête par le dixième sultan de la dynastie ottomane Soliman le Magnifique (Benyó), et enfin ! Napoléon Ier (Kenry26), se jette dans la bataille. |      |
| 15 | 2   | Phineas és Ferb vs. Jay és Néma Bob | 27 août 2018      | 3:03          | 16,9     | Ferb Fletcher (Levi), et Phinéas Flynn (Bobó), les demi-frères du dessin animé de même nom contre Jay et Silent Bob (Ekko), et (Kenry26). Les deux dealer. |      |
| 16 | 3   | Neo vs. Noé                         | 3 septembre 2018  | 2:55          | 2,2      | Neo (Cetli), le pirate informaticien contre le personnage de la Bible et du Coran Noé (Kenry26). |      |
| 17 | 4   | Pablo Escobar vs. Al Capone         | 10 septembre 2018 | 2:28          | 3,3      | Le chef de gangsters de Chicago Al Capone (Kenry26), contre le trafiquant de cocaïne Pablo Escobar (Walrusz). Pendant la battle, Sancho Panza et Zoltán Maksa font une courte apparition. |      |
| 18 | 5   | Stephen King vs. Leslie L. Lawrence | 17 septembre 2018 | 2:21          | 9,6      | L'auteur de science-fiction Leslie L. Lawrence (Kenry26), contre l'écrivain moderne de nouvelles d'horreur, maître de l'épouvante, Stephen King. |      |
| 19 | 6   | Daenerys vs. Hablaty                | 24 septembre 2018 | 2:58          | 2,8      | La tante de Jon Snow et la fille légitime du roi Aerys, Daenerys Targaryen (Szemese), contre le chef de Beurk Harold Horrib' Haddock III (Ungdani). |      |
| 20 | 7   | Gordon Ramsay vs. Benke Laci bácsi  | 20 mai 2019       | 2:41          | 15,5     | Le chef pâtissier Benke László (Kenry26), contre Gordon Ramsay (Brown), le star écossais des émissions télévisées MasterChef et Cauchemar en cuisine. |      |
| 21 | 8   | Dexter vs. Dexter                   | 27 mai 2019       | 2:31          | 1,1      | Dexter Morgan (EatMyPie), le tueur en série de fiction de la série Dexter contre Dexter (Fox), le petit génie. En invités : Monos Kriszta incarne Debra Morgan, Heczmann Evelin en Dee Dee, Kinga en Misa Amane et DØ en L. |      |
| 22 | 9   | Indiana Jones vs. Lara Croft        | 3 juin 2019       | 2:42          | 16,1     | L'aventurière et exploratrice archéologique, Lara Croft (Timi), contre l'autre aventurier et explorateur archéologique, Indiana Jones. Au cours de la battle, Dora fait une courte apparition. |      |
| 23 | 10  | Csernus Imre vs. Sigmund Freud      | 10 juin 2019      | 3:04          | 12,0     | Le neurologue autrichien et fondateur de la psychanalyse, Sigmund Freud (Ekko), contre le psychiatre hongro-serbe Imre Csernus (Nabu). |      |
| 24 | 11  | Varró Dani vs. Lackfi János         | 17 juin 2019      | 2:36          | 8,7      | Dániel Varró (Kenry26), le poète et traducteur hongrois contre János Lackfi (Andor), l'écrivain hongrois. À la fin de la battle, les vrais écrivains analyse la vidéo. |      |
| 25 | 12  | Zacher Gábor vs. Walter White       | 9 juillet 2019    | 2:32          | 12,1     | Walter White (Kenry26), le personnage principal de la série Breaking Bad contre Gábor Zacher (Cserteg István), le médecin de la toxicologie. |      |
| 26 | 13  | Vlagyimir Putyin vs. Angela Merkel  | 18 juillet 2019   | 3:58          | 40,6     | Le président russe Vladimir Poutine (KSunyo), contre la chancelière allemande Angela Merkel (Fox). Au cours de la battle, saint Étienne (Kenry26), vient terminer la joute verbale en gueulant les deux personnalités politiques. |      |

## Saison 3 (2020-en cours de production)
| no | Ép. | Titre                                       | Date d'exposition  | Durée (min:s) | Vues (k) | Compétiteurs et autres protagonistes présents | Lien |
| -- | --- | ------------------------------------------- | ------------------ | ------------- | -------- | --- | ---- |
| 27 | 1   | VIII. Henrik vs. Ted Bundy                  | 1er juillet 2020   | 4:05          | 1,7      | Ted Bundy (Nádi), le tueur en série américain contre Henry VIII le roi d'Angleterre et d'Irlande. Au cours de la battle, Élisabeth Báthory (Fox), vient ajouter la joute verbale. |      |
| 28 | 2   | Jeanne d'Arc vs. Katniss Everdeen           | 1er août 2020      | 3:01          | 4,2      | Katniss Everdeen (Pottyondy Edina), l'archère de la saga Hunger Games contre l'héroïne Jeanne d'Arc, la « Pucelle d'Orléans » (Fox). En invitée : Vivien incarne Mulan. |      |
| 29 | 3   | Bödőcs Tibor vs. Kőhalmi Zoltán             | 1er septembre 2020 | 4:39          | 7,2      | Zoltán Kőhalmi (LatinPapucs), l'architecte et humoriste hongrois contre Tibor Bödőcs (CHAR-GA), l'autre humoriste hongrois. Au cours de la battle, Sándor Fábry (Murly), Miklós Galla (Kenry26) et Géza Hofi (Gábor), chacun de ces grands acteurs de stand-up se confronte l'un après l'autre. |      |
| 30 | 4   | Lego vs. Minecraft                          | 8 octobre 2020     | 3:47          | 3,0      | Steve (voix de Kenry26), le personnage principal du jeu de même nom contre Emmet Brickowski (voix de Papp Dániel), l'habitant de Bricksburg. |      |
| 31 | 5   | Abraham Lincoln vs. John F. Kennedy         | 1er novembre 2020  | 2:37          | 17,4     | Abraham Lincoln (Nádi), le seizième président du XIXe siècle contre John Fitzgerald Kennedy (Ekko), le trente-cinquième président du XXe siècle. Pendant le battle (Fox), et (Kenry26), font une courte apparition en tant que Marilyn Monroe et George W. Bush. Ce battle rappelle le coïncidence entre les deux présidents |      |
| 32 | 6   | Áts Feri vs. Giuseppe Garibaldi             | 1er décembre 2020  | 2:32          | 20,4     | Giuseppe Garibaldi (Kenry26), l’un des « pères de la patrie » italienne et chef des troupes des chemises rouges contre Feri Atcs (du film Les Garçons de la rue Paul, Ekko), l'autre chef et l'homme fort du groupe du même nom. C'est la première vidéo à regarder en 360 degrés. |      |
| 33 | 7   | Frida Kahlo vs. Salvador Dalí               | 1er janvier 2021   | 2:50          | 17,6     | Frida Kahlo (Danis Lídia), la peintre mexicaine contre Salvador Dalí (FanMadeMaker), le peintre espagnol. Kenry26 fait une courte apparition en tant que Pablo Picasso. |      |
| 34 | 8   | Bartos Cs. István vs. Bear Grylls           | 2 février 2021     | 3:32          | 3,0      | Bear Grylls (Ekko), l'alpiniste, aventurier et écrivain anglais contre István Cs. Bartos (Bongor), le philosophe hongrois. |      |
| 35 | 9   | Mucsi Zoltán vs. Kazinczy Ferenc            | 1er mars 2021      | 2:42          | 27,1     | Ferenc Kazinczy (Nádas Gábor Dávid), l'homme de lettre hongrois contre Zoltán Mucsi (Gaál András), l'acteur hongrois. |      |
| 36 | 10  | Mario vs. Link                              | 11 août 2021       | 2:46          | 20,4     | Deux personnages mythiques de Nintendo s'opposent dans cet épisode : Mario (Walrusz), le héros de La franchise de même nom contre Link (IceBlueBird), l'autre héros de The Legend of Zelda |      |
| 37 | 11  | Magyar zeneszerzők vs. Külföldi zeneszerzők | 15 novembre 2021   | 4:10          | 12,1     | Les compositeurs allemands : Wolfgang Amadeus Mozart (Nádas Gábor Dávid), Jean-Sébastien Bach (Kenry26) et Ludwig van Beethoven (Ekko), jouent leurs morceaux de musique devant les compositeurs hongrois : Franz Liszt (Bobby), Zoltán Kodály (Rump) et Ferenc Erkel (ungdani). Le chaos finit par gagner tous les compositeurs. L’épisode s'inspire de la rivalité East Coast/West Coast des rappeurs.                                                                                |      |
| 38 | 12  | Chris McLean vs. Negan                      | 18 mars 2022       | 4:26          | 43,9     | Negan (Ekko), l'ennemi de Rick Grimes veut donner des coups de bâton à Chris McLean (Nádas Gábor Dávid), le présentateur fictif de la série L'Île des défis extrêmes. Pendant le battle, les personnages de quelque épisode : Zoltán Kodály (Rump), Harold Horrib' Haddock III (Ungdani), Amelia Earhart (Zigóta), Jack l'Éventreur (Kenry26), Dorothée (Fox), Ferb Fletcher (Levi), Anne Frank (Fux) et Zoltán Mucsi (Gaál András), font une brève apparition en tant que prisonniers. |      |
| 39 | 13  | Orbán Viktor vs. Márki-Zay Péter            | 27 mars 2022       | 6:31          | 17,7     | Viktor Orbán (Kenry26), le Premier ministre de la Hongrie contre Péter Márki-Zay (Balogh Márton István), le maire de Hódmezővásárhely. Au cours de la battle, Gergely Kovács (Nádas Gábor Dávid), vient disputer les deux hommes d'états hongrois. En invité : Filkóczy Armand Szabolcs (Önmaga) et la maquilleuse (Fox), font une courte apparition. |      |

### Bonusde Homokóra
| no | Ép.     | Titre                                 | Date d'exposition | Durée (min:s) | Vues (Mio) | Compétiteurs et autres protagonistes présents | Lien |
| -- | ------- | ------------------------------------- | ----------------- | ------------- | ---------- | --- | ---- |
| 1  | Bonus 1 | Vlagyimir Lenin vs. Winston Churchill | 7 décembre 2018   | 2:38          | 2,0        | Winston Churchill (Andor), le sauveur de la Grande-Bretagne lors de la Seconde Guerre mondiale contre Lénine (Kenry26), le leader communiste. |      |
| 2  | Bonus 2 | Ganxsta Zolee vs. Bébi úr             | 1er avril 2019    | 1:29          | 3,6        | Baby Boss (LatinPapucs), Le personnage du film de même nom contre Ganxsta Zolee, le rappeur hongrois. Au cours de la battle, Jani et Pisti, Will Smith et József Sas. Se confronte l'un après l'autre. Ce battle a été réalisé par le même personne. |      |
| 3  | Bonus 3 | Rick és Morty vs. Doki és Marty       | 3 septembre 2019  | 2:33          | 15,7       | Le Docteur Emmett Brown (Ekko), et son assistant Marty McFly (KSunyo), de la trilogie Retour vers le futur contre Rick Sanchez (Andris), et son petit-fils Morty Smith (Bobó), de la série Rick et Morty. |      |
| 4  | Bonus 4 | Pennywise vs. Joker                   | 18 octobre 2019   | 4:30          | 3,9        | Ça (Nádas Gábor Dávid), le clown psychopathe de Derry, célèbre pour son ballon rouge, se rit follement du Joker (Kenry26), le clown psychopathe de Gotham City, célèbre pour ses farces sanglantes. |      |
| 5  | Bonus 5 | Adolf Hitler vs. Joszif Sztálin       | 22 novembre 2019  | 3:24          | 3,5        | Adolf Hitler (Ekko), le dictateur du parti Nazi contre Joseph Staline (Kenry26), le dictateur du parti Communisme. |      |
| 6  | Bonus 6 | Szent István vs. Koppány vezér        | 27 janvier 2022   | 5:02          | 64,3       | saint Étienne (Kenry26), le roi de la Hongrie affronte son cousin (Ekko), le noble hongrois. Les personnages de quelque épisode : Ferenc Erkel (ungdani), Franz Liszt (Bobby), Zoltán Kodály (Rump), Miklós Galla, Benke László, Ferenc Kazinczy (Nádas Gábor Dávid), Dániel Varró, Endre Ady, Róbert Puzsér, Leslie L. Lawrence, Harry Houdini, János Lackfi (Andor), Géza Hofi (Gábor), Attila József (Ricsi), Tibor Bödőcs (CHAR-GA), Sándor Petőfi (Deniel), Ganxsta Zolee (LatinPapucs), Gábor Zacher (Cserteg István), Gergely Kovács (Nádas Gábor Dávid), Sándor Fábry (Murly), Zoltán Kőhalmi (LatinPapucs) et Zoltán Mucsi (Gaál András), font une brève apparition. |      |

### Homokóra Mini
| no | Ép. | Titre                               | Date d'exposition | Durée (min:s) | Vues (Mio) | Compétiteurs et autres protagonistes présents | Lien |
| -- | --- | ----------------------------------- | ----------------- | ------------- | ---------- | --- | ---- |
| 1  | 1   | Bayer Zsolt vs. Nagy Blanka         | 30 janvier 2019   | 2:08          | 64,1       | Blanka Nagy (Fox), l'étudiante hongroise contre Zsolt Bayer (Kenry26), l'écrivain hongrois.                                                           |      |
| 2  | 2   | Kylie Jenner vs. Tojás              | 14 février 2019   | 1:44          | 35,5       | Tojás (Kenry26), le personnage inconnu contre Kylie Jenner (Fox), la fille de Bruce Jenner.                                                           |      |
| 3  | 3   | Molnár Krisztián vs. Schobert Norbi | 10 avril 2019     | 2:11          | 18,1       | Krisztián Molnár (Kenry26), le youtuber obèse contre Norbert Schobert (Ekko), le sportif hongrois.                                                    |      |
| 4  | 4   | Puzsér Róbert vs. Tarlós István     | 11 mai 2019       | 2:04          | 75,1       | István Tarlós (Kenry26), l'ancien Bourgmestre principal de Budapest contre Róbert Puzsér (Andor), le présentateur hongrois.                           |      |
| 5  | 5   | Donald Trump vs. Greta Thunberg     | 10 octobre 2019   | 1:49          | 10,1       | Greta Thunberg (Fox), la militante écologiste suédoise contre Donald Trump (Kenry26), le quarante-cinquième président.                                |      |
| 6  | 6   | Télapó vs. Húsvéti nyuszi           | 21 décembre 2019  | 1:46          | 56,4       | Père Noël (Kenry26), le personnage imaginaire de la fête de Noël contre le lapin de Pâques (Fox), l'autre personnage imaginaire de la fête de Pâques. |      |
| 7  | 7   | Billie Eilish vs. Amanda Todd       | 24 juillet 2020   | 2:18          | 32,5       | Billie Eilish (Fox), l'auteure-compositrice-interprète américaine contre Amanda Todd (Enikő), l'adolescente canadienne.                               |      |
| 8  | 8   | Budaházy Edda vs. Osváth Zsolt      | 13 septembre 2020 | 1:52          | 1,8        | Zsolt Osváth (Kenry26), l'homosexuel hongrois contre Edda Budaházy (Fox), l'anti-LGBT.                                                                |      |
| 9  | 9   | Leiner Laura vs. Bartos Erika       | 30 janvier 2021   | 1:42          | 4,4        | Erika Bartos (Enikő), l'écrivaine hongroise contre Laura Leiner (Fox), l'autre écrivaine hongroise.                                                   |      |
| 10 | 10  | Márki-Zay Péter vs. Dobrev Klára    | 14 octobre 2021   | 1:50          | 54,6       | Péter Márki-Zay (Kenry26), le maire de Hódmezővásárhely contre Klára Dobrev (Fox), la députée hongroise.                                              |      |